# アレクサンダー・コミタス
アレクサンダー・コミタス（Alexander Comitas, 1957年7月24日 - ）は、オランダの作曲家、指揮者、ピアニスト。本名はエデュアルト・デ・ブール（Eduard de Boer）。

## 来歴
ユトレヒト音楽院でトム・ボレン（Thom Bollen）にピアノを、ハンス・コクス（Hans Kox）に作曲を学び、マーストリヒト音楽院でアントン・ケルシェス（Anton Kersjes）に管弦楽指揮法を学んだ。
1981年から1990年にかけて、フリーランスのピアノ奏者として主にオランダ国内の放送局のオーケストラや合唱団で弾いていたが、その後作曲に専念するようになった。1994年からは母校のマーストリヒト音楽院で作曲を教えている。
管弦楽曲、吹奏楽曲、室内楽曲、声楽曲、劇音楽など、さまざまな編成のための作品がある。

## 主要作品

### 管弦楽曲
- ドミトリ・ショスタコーヴィチを称えて 作品4
- 交響曲第1番「エティ・ヒレスムの日記から」 作品20
- 幻想序曲「エウレカ」 作品24

### 吹奏楽曲
- カフカスのエポード 作品19
- アルメニア狂詩曲第1番 作品22
- カルビン砂漠の一夜 作品38-1